# ABF
La Asociación de Balonmano Femenino, más conocida como ABF, fue una asociación, sin ánimo de lucro, que estuvo en vigor desde el año 2000 hasta el 2013. Fue creada para «aumentar la difusión, divulgación y promoción del balonmano femenino».

## Historia
En el 2000 se eligió a Antonio Alonso como presidente y uno de los mayores logros de la asociación fue que, entre 2005 y 2007, el Patronato Provincial de Turismo de Alicante patrocinara la máxima división española, que pasó a denominarse Liga Costa Blanca ABF. Antonio permaneció como presidente desde el creación hasta el declive.
En abril de 2009 hubo votación para elegir al nuevo presidente de la asociación. El resultado final terminó con 5 votos para Fernando Ederra (directivo de Itxako) y 9 votos para renovar a Antonio Alonso. En la primera jornada de trabajo de la nueva ABF se crearon grupos de trabajo para crear ideas que permitieran la evolución del balonmano femenino en España. Se dividió en tres grandes bloques. El primero, formado por Alcobendas, Bera Bera y Parc Sagunt, analizarían la estructura, organización y arbitraje de la liga ABF. Buscaban decidir un criterio idóneo para los aspectos tratados. Itxako, Elda y Zuazo trabajarían sobre la promoción, comunicación y marketing de la liga ABF. Mar Alicante, Vícar Goya y León formarían el área del Modelo de ABF (marco jurídico y tipos de contratos de las jugadoras). El presidente electo ofreció a los representantes de Itxako, Elche, Alcobendas, Bera Bera y Sagunto, cargos de responsabilidad dentro de la nueva junta directiva pero los miembros de la futura AFEBAL negaron poder trabajar dentro de la ABF.

### Enfrentamiento ABF - AFEBAL
En la temporada 2009 se crea la AFEBAL, una asociación paralela a la ABF formado por cinco de los clubes principales de la competición: Balonmano Elche, Club Balonmano Alcobendas, Bera Bera, Balonmano Sagunto y la SD Itxako, por lo que la ABF se quedó formando con el Mar Alicante, Castro Urdiales, Elda Prestigio, Monóvar Urbacasas, Cleba León, Ro’casa, Marina Park, Vícar Goya y Ucam Murcia). En 2011, con Juan de Dios Román ya en la presidencia de la Real Federación Española de Balonmano, se eliminó el puesto de Antonio Alonso en la Junta Directiva de la Federación.
En 2010 decidió eliminarse la Copa ABF del calendario por la escisión de AFEBAL, aunque se recuperó posteriormente otras dos temporadas más. La división entre la ABF y la AFEBAL hizo que desapareciera, definitivamente, en la 2011/12, siendo las últimas vencedoras las jugadoras del CLEBA León.
Se volvieron a reunir AFEBAL y ABF a final del 2011, pero los equipos de AFEBAL, con el Mar Alicante a la cabeza, decidieron no acudir a la Copa ABF en la que, a la postre, sería la última edición del trofeo copero. Además, acabó la denominación de la División de Honor como Liga ABF.

## Organización
Durante su vigencia tenía uno de los puestos en la Junta Directiva de la Real Federación Española de Balonmano y organizaban la Copa ABF y la Copa de la Reina; además ayudaban en la organización de la Liga. Pero, tras el desgaje con la aparición de AFEBAL, la federación decidió asumir todos los derechos organizativos de las competiciones estatales, y suprimir del calendario la Copa ABF.